# Cycas taiwaniana
Cycas taiwaniana là một loài thực vật hạt trần trong họ Cycadaceae. Loài này được Carruth. mô tả khoa học đầu tiên năm 1893. Nó có nguồn gốc từ Vân Nam, Quảng Đông, Quảng Tây và Phúc Kiến ở Trung Quốc. Mặc dù tên gọi cụ thể là Taiwaniana nhưng nó không hề phân bố tự nhiên ở Đài Loan.

## Mô tả
Loài cây này có thân hình trụ, cao tới 3,5 mét và đường kính 40 cm. Lá tập trung ở đầu thân, cuống lá dài 25–150 cm, có gai. Thân lá dài 1,5-3 mét, xẻ lông chim, có 76-144 cặp lông chim, hình dải, có da mỏng, dẹt. Cụm hoa đực có hình trụ, dài 49–70 cm, hoa diệp tử được phủ dày đặc lông tơ màu nâu vàng, phần trên hình thoi, hình trứng rộng, dài 6–16 cm, rộng 6–16 cm, mép hoa là chia thành thùy hình răng.

## Phân bố
Loài cây này chỉ được tìm thấy ở các tỉnh Phúc Kiến, Quảng Đông, các khu vực ven biển, miền nam Hồ Nam và đông nam Vân Nam của Trung Quốc. Số lượng cá thể và phạm vi phân bố khiến nó có nguy cơ biến mất. Hiện nay nó được liệt kê là loài cây quý hiếm được bảo vệ.